# SS Doric (1923)
El SS Doric fue un transatlántico operado por la compañía naviera White Star Line. El Doric fue el segundo y último barco de la White Star Line propulsado por turbinas. El buque fue construido por Harland and Wolff en Belfast, y fue botado el 8 de agosto de 1922. Su viaje inaugural tuvo lugar el 8 de junio de 1923 de Liverpool a Montreal, Canadá.
Navegó en dicha ruta hasta 1932. A partir de 1933 el Doric fue utilizado sólo para cruceros, partiendo de Liverpool, hasta 1934 cuando fue uno de los diez barcos de la White Star trasferidos a la recién fusionada Cunard White Star. Este barco era el segundo de la White Star en llevar el nombre Doric, el anterior había sido construido en 1883.

## Destino
El Doric todavía estaba en uso después de su retirada de la ruta canadiense en octubre de 1932. En abril de 1933, después de varios meses de espera en Liverpool, fue asignada a cruceros por el mar Mediterráneo. El 5 de septiembre de 1935, llevaba 736 pasajeros y 350 tripulantes y acababa de hacer la última parada de su viaje en Gibraltar.  Durante la noche, alrededor de las 3 de la madrugada, el Doric colisionó con el barco francés Formigny de la línea Chargeurs Réunis, cerca del Cabo Finisterre. Uno de sus compartimentos estancos se inundó, lo que le hizo inclinarse a estribor. A raíz de esta colisión, el buque fue sometido a reparaciones de emergencia en Vigo, España. Sin embargo, una vez que el Doric regresó a Inglaterra los daños fueron evaluados como muy severos y el barco se consideró irrecuperable, siendo posteriormente desguazado en noviembre de 1935 en Newport (Monmouthshire).